# Obvezno pravo
Obvezno pravo je skup pravila kojima se uređuju obvezni odnosi. Obvezni odnosi su društveni odnosi koji nastaju među ljudima povodom činidbi.
Obvezno pravo ne uređuje sve obvezne odnose, već samo one s gospodarsko-prometnim značajem. Prema tome, obvezno pravo uređuje samo one obvezne odnose nastale u procesu razmjene dobara i usluga među ljudima, ili jednostavnije, one društvene odnose koji nastaju u oblasti prometa. Nad takvim odnosima izgrađuje se obvezno pravo kao nadgradnja. Stoga promet čini gospodarsku osnovu obveznog prava.
Osim uređivanja obveznih odnosa, obvezno pravo uređuje i pitanje zaštite čovjekovih dobara, čovjeka samog, ali i samih obveznih odnosa. Pitanjem navedenih oblika zaštite bavi se posebna grana obveznog prava - odštetno pravo.

## Karakteristike obveznog prava
Obvezno pravo je najdinamičniji dio građanskog prava. To je razumljivo jer se obvezno pravo kao nadgradnja i regulator prometa mora neprestano usavršavati i razvijati, i to onim tempom kojim se razvija i usavršava i sam promet.
Iako se obvezno pravo počelo razvijati kasnije od stvarnog prava, ipak je po brojnosti svojih institucija, profinjenosti i točnosti izraza i oblika znatno nadmašilo stvarno i nasljedno pravo. Štoviše, u suvremenom svijetu obvezno pravo postaje najvažnijom granom građanskog prava, jer se suvremeno prisvajanje mnogo više i mnogo češće obavlja posredstvom obveznopravnih nego stvarnopravnih instituta.
Na dinamiku obveznog prava utječe i vrlo snažan dinamičan karakter obveznih odnosa koji daju sadržaj obveznom pravu. Obvezni odnosi po svojem karakteru su takvi da svoju ulogu najbolje obavljaju ako se brzo stvaraju i brzo gase, tj. brzo se razrješavaju, jer se time ubrzava protok robno-novčanih vrijednosti. Stoga je interes sudionika u obveznopravnom odnosu izražen u bržem ispunjenju, dok je njihov interes u stvarnom pravu izražen u što duljem trajanju stvarnopravnih odnosa.

## Načela obveznog prava

### Načelo savjesnosti i poštenja
Načelo bonae fidei (bona fides = dobra vjera)
Načelno se uzima u obzir tek u pretorskom (honorarnom) pravu, jer se po starom civilnom pravu (ius civile; ius Quiritium) pravne obveze tumače po načelu teorije očitovanja.

### Načelo jednake vrijednosti činidaba
Načelo govori kako je potrebno da je nastanak obveze uvjetovan time da se za činidbu očekuje određena činidba, koja za vjerovnika predstavlja ekvivalentnu vrijednost.